# Chemillé (Maine-et-Loire)
Chemillé is een plaats en voormalige gemeente in het Franse departement Maine-et-Loire in de regio Pays de la Loire en telde 6169 inwoners (1999). De plaats maakt deel uit van het arrondissement Cholet.

## Geschiedenis
Tot 1 januari 2013 was Chemillé een zelfstandige gemeente die viel onder het kanton Chemillé. Op die datum werd het met Melay samengevoegd tot de nieuwe fusiegemeente Chemillé-Melay. Op 22 maart 2015 werd het kanton kanton Chemillé opgeheven en werden de gemeenten opgenomen in het nieuwe kanton Chemillé-Melay. Op 15 december 2015 fuseerden de gemeenten de in het samenwerkingsverband Communauté de communes de la région de Chemillé, waaronder Chemillé-Melay, tot de huidige gemeente Chemillé-en-Anjou.

## Geografie
De oppervlakte van Chemillé bedraagt 49,3 km², de bevolkingsdichtheid is 125,1 inwoners per km².
De onderstaande kaart toont de ligging van Chemillé (Maine-et-Loire) met de belangrijkste infrastructuur en aangrenzende gemeenten.

## Demografie
Onderstaande figuur toont het verloop van het inwonertal.
Chanzeaux · La Chapelle-Rousselin · Chemillé · Cossé-d'Anjou · La Jumellière · Melay · Neuvy-en-Mauges · Sainte-Christine · Saint-Georges-des-Gardes · Saint-Lézin · La Salle-de-Vihiers · La Tourlandry · Valanjou